# Moncé-en-Saosnois
Moncé-en-Saosnois is een gemeente in het Franse departement Sarthe (regio Pays de la Loire) en telt 236 inwoners (1999). De plaats maakt deel uit van het arrondissement Mamers.

## Geografie
De oppervlakte van Moncé-en-Saosnois bedraagt 8,8 km², de bevolkingsdichtheid is 26,8 inwoners per km².
De onderstaande kaart toont de ligging van Moncé-en-Saosnois met de belangrijkste infrastructuur en aangrenzende gemeenten.

## Demografie
Onderstaande figuur toont het verloop van het inwonertal (bron: INSEE-tellingen).